# 박정란
박정란(朴貞蘭, 1941년 5월 12일 ~ )은 대한민국의 방송 작가이다. MBC 라디오 작품 모집을 통해 방송계에 데뷔했으며 KBS 라디오 드라마 《잉태》로 데뷔하였다. 대표작으로 《울밑에 선 봉선화》, 《내일 잊으리》, 《노란 손수건》, 《어여쁜 당신》, 《행복한 여자》, 《사랑해, 울지마》 등이 있다.

## 학력
- 진명여자고등학교
- 이화여자대학교 국어국문학 학사

## 경력
- 한국방송작가협회 고문
- 한국방송작가협회 이사장

## 생애
박정란은 만주에서 태어났고 전남 순천에서 어린 시절을 보냈다. 주로 전통 가정에서 살아온 여성들의 애환을 그리며 여성 문제를 드러내는 작품들을 집필하였다.

## 집필 활동

### 텔레비전 드라마
| 연도      | 제목                                | 방송사 | 유형          | 연출                  | 비고        |
| --------- | ----------------------------------- | ------ | ------------- | --------------------- | ----------- |
| 2015~2016 | 아름다운 당신                       | MBC    | 일일 특별기획 | 고동선, 박상훈        |             |
| 2014      | 엄마의 정원                         | MBC    | 일일 특별기획 | 노도철                |             |
| 2011~2012 | 천 번의 입맞춤                      | MBC    | 주말          | 윤재문, 오현종        |             |
| 2010      | 초혼                                | SBS    | 특집          | 김수룡                |             |
| 2008~2009 | 사랑해, 울지마                      | MBC    | 일일          | 김사현, 이동윤        |             |
| 2007      | 행복한 여자                         | KBS2   | 주말          | 김종창                |             |
| 2005      | 어여쁜 당신                         | KBS1   | 일일          | 이정섭, 이민홍        |             |
| 2003      | 노란 손수건                         | KBS1   | 일일          | 김종창, 김규태        |             |
| 2001      | 소문난 여자                         | SBS    | 일일          | 성준기                |             |
| 2000      | 백정의 딸                           | SBS    | 특집          | 이현직                |             |
| 1999      | 하나뿐인 당신                       | MBC    | 일일          | 정운현, 최이섭 임화민 | 1~69회      |
| 1998      | 사랑해 사랑해                       | SBS    | 주말          | 이장수                |             |
| 1997      | 새끼                                | SBS    | 특집          | 이장수                |             |
| 1996      | 엄마의 깃발                         | SBS    | 일일          | 성준기                |             |
| 1996      | 곰탕                                | SBS    | 특집          | 이장수                |             |
| 1995      | 고백                                | SBS    | 월화          | 고흥식                |             |
| 1994      | 사랑의 향기                         | SBS    | 주말          | 고흥식                |             |
| 1993      | 들국화                              | KBS1   | 일일          | 김종식                |             |
| 1992      | KBS 성탄특집 드라마 《겨울 무지개》 | KBS1   | 특집          | 심현우                |             |
| 1991~1992 | 여자의 시간                         | KBS2   | 주말          | 김종식                |             |
| 1991      | 가족                                | KBS1   | 토요          | 이영희                | 박정주      |
| 1989~1990 | 울밑에 선 봉선화                    | KBS1   | 일일          | 김재순                |             |
| 1988~1989 | 내일 잊으리                         | MBC    | 주말          | 박철                  |             |
| 1987      | 유혹                                | MBC    | 월화          | 김지일                |             |
| 1987      | 87' 행복을 찾습니다                 | KBS1   | 특집          | 정병식                | [ 7 ]       |
| 1987      | KBS 드라마게임 - 건널목             | KBS2   | 단막극        | 정병식                |             |
| 1986      | 이별 그리고 사랑                    | KBS2   | 수목          | 최상현                |             |
| 1984~1985 | 딸이 더 좋아                        | KBS1   | 일요아침      | 최상현                |             |
| 1984      | 미망인                              | KBS2   | 주말          | 정병식                |             |
| 1982~1983 | 여자의 강                           | KBS2   | 목금          | 정병식                |             |
| 1981      | 천사의 입술                         | KBS2   | 특집          | 정병식                |             |
| 1981      | 민들레                              | KBS2   | 주간단막      | 정병식                | 작가 다수   |
| 1981      | 무지개                              | KBS2   |               | 최상식                | [ 8 ]       |
| 1980      | 동심초                              | KBS    | 토요          | 김수동                | [ 9 ]       |
| 1979      | 사랑의 계절                         | MBC    | 주간단막      | 연출자 다수           | 작가 다수   |
| 1977      | 겨울새                              | TBC    | 금요          | 정병식                |             |
| 1977      | 칸나의 뜰                           | TBC    | 주말          | 정병식                | 원작 구혜영 |
| 1977      | 연가                                | TBC    | 금요          | 하강일                | [ 11 ]      |
| 1976      | 부부                                | TBC    | 주간단막      | 곽영범                | 작가 다수   |
| 1976      | 재회                                | MBC    | 화요          | 정문수                | [ 13 ]      |
| 1976      | 엄마의 얼굴                         | MBC    | 화요          | 정문수                | [ 14 ]      |

### 영화
- 《사랑의 계절》(1979) - 원작자

### 라디오 프로그램
- 드라마 《여고 삼년생》(1976) - 각색 (원작자 김수현)[15]
- 드라마 《상처》(1978) - 각색 (원작자 김수현)[16]

## 수상 경력
- 1991년 제3회 한국방송작가상 TV 부문 《울밑에 선 봉선화》[17]
- 1991년 제27회 백상예술대상 TV 극본상 《울밑에 선 봉선화》
- 1991년 제18회 한국방송대상 TV부문 작가상 《울밑에 선 봉선화》外
- 1996년 제39회 뉴욕페스티벌 TV특집드라마부문 특별상 《곰탕》
- 1997년 제30회 휴스턴 국제영화제 금상 《곰탕》
- 1998년 제34회 백상예술대상 TV 극본상 《새끼》
- 2000년 ABU(아시아·태평양방송연맹)상 TV부문 최우수작품상 《백정의 딸》
- 2001년 제34회 휴스턴 국제 페스티벌 TV 스페셜 드라마 부문 플래티넘상(최우수 작품상) 《백정의 딸》
- 2003년 제5회 남녀평등방송상 대상 《노란 손수건》
- 2009년 MBC 연기대상 공로상
- 2014년 제5회 대한민국 대중문화예술상 은관문화훈장